# Microrregión de São Miguel dos Campos
La Microrregión de São Miguel dos Campos (en castellano: San Miguel de los Campos) está localizada en la Mesorregión del Este Alagoano, en el  estado de Alagoas. Se constituye por 9 (nueve) municipios, siendo los principales San Miguel de los Campos y Coruripe.

## Municipios
- Anadia
- Boca da Mata
- Campo Alegre
- Coruripe
- Jequiá da Praia
- Junqueiro
- Roteiro
- São Miguel dos Campos
- Teotônio Vilela

- Datos: Q2667424